# Русьян, Эдвард
Эдвард Русьян (словен. Edvard Rusjan; 6 июня 1886, Триест, Австрийское Приморье, Австро-Венгрия — 9 января 1911, Белград, Королевство Сербия) — словенский пионер авиации, пилот, авиаконструктор. Погиб в авиакатастрофе в Белграде.

## Биография

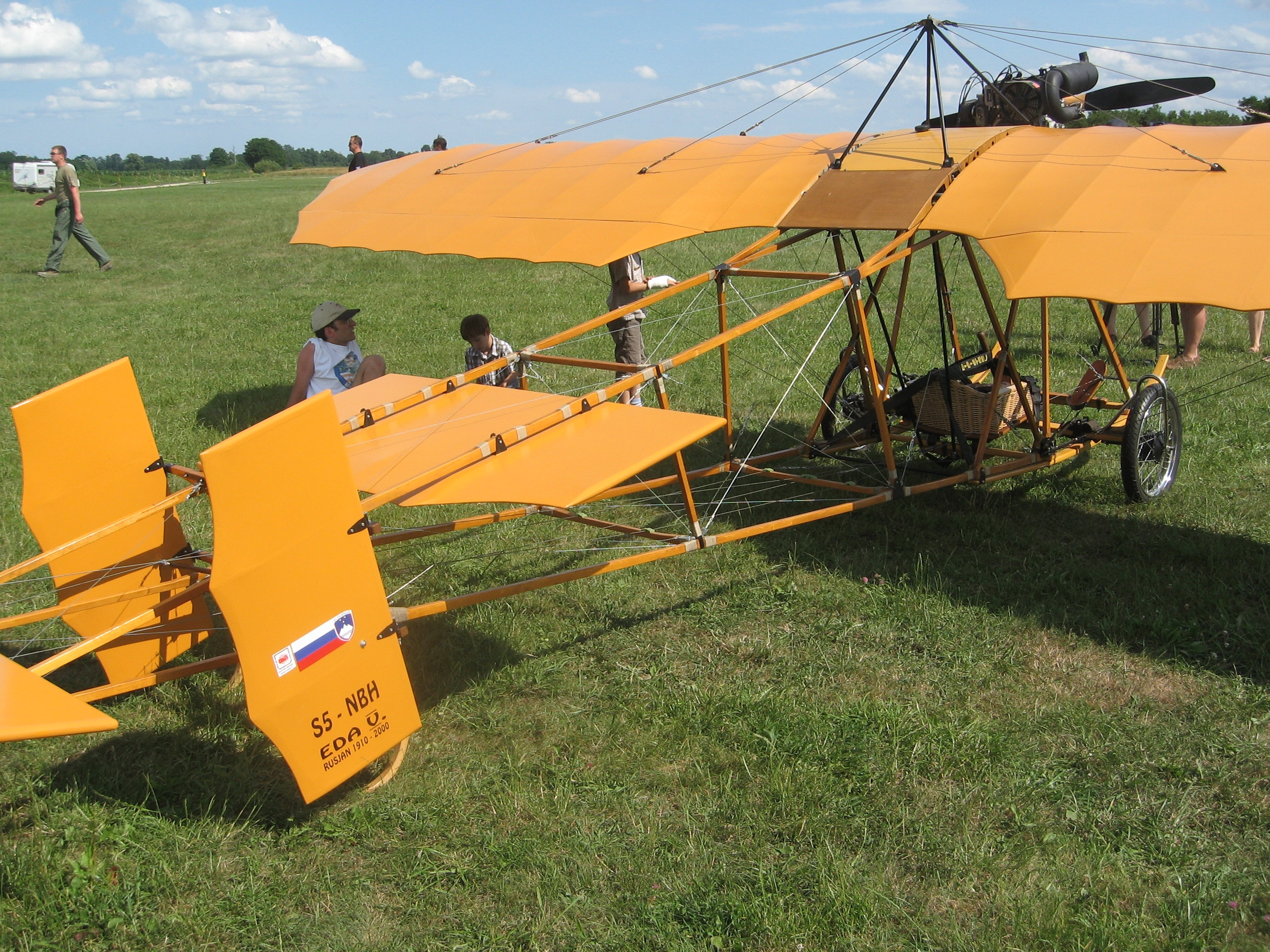
Реплика самолета EDA V

Русьян родился в Триесте, в то время крупнейший порт Австро-Венгрии (ныне в Италии). Оба его родителя были выходцами из региона Горица и Градишка: его отец, Франк Русьян, был словенцем, а мать, Грация Кабас, была фриуланкой. В начале 1900-х годов семья переехала из Триеста в Горицу, где отец открыл мастерскую по производству бочек.
В юности Эдвард вместе с братом Йосипом Русьяном увлекся велоспортом. Они разрабатывали свои модели велосипедов. Он также являлся членом гимнастического объединения «Сокол». Впоследствии братья увлеклись авиаторством. В 1908 году в мастерской отца они построили свой первый самолет из бамбука и картона, в шутку назвав его Trapola de carta — Бумажная баловство.
Свой первый полет Эдвард совершил 25 ноября 1909 года близ Горицы на биплане собственной конструкции EDA I. Он пролетел около 60 метров на высоте 2 метра. 29 ноября он пролетел уже 600 метров на высоте 12 метров.
Первый публичный полет Русьян совершил на модели EDA V 6 декабря 1909 года, но его самолет развалился при посадке. В июне 1910 года в городе Мирен на самолете EDA V он пролетел на высоте 40 метров над землей, пролетев через лётное поле.
В 1910 году братья Русьян начали собирать деньги на строительство EDA VII. Эдвард познакомился с бизнесменом сербского происхождения, Михайло Мерчепом, предложившим ему финансовую помощь для его начинаний. В том же году братья переехали в Загреб, чтобы начать строительство самолета. В ноябре 1910 года они сконструировали новую модель.
В январе 1911 года Эдвард и Йосип Русьян отправились в рекламный тур по балканским городам. 9 января 1911 года во время полёта в Белграде сильный ветер сломал крыло самолета Эдварда, и он упал на железнодорожный путь у Белградской крепости. По дороге в больницу авиаконструктор скончался. Эдвард Русьян был похоронен в Белграде.

## Память
В его честь названы Мариборский аэропорт Эдварда Русьяна, астероид (19633) Русьян и коммерческо-деловой центр Eda Center в Нова-Горице.
Один из самолетов DC-10 сербской авиакомпании Jat Airways также назван в честь Эдварда Русьяна.